# Алыпов, Алексей Иванович
Алексей Иванович Алыпов (1902—1942) — мостостроитель, главный инженер Военвосттранспроекта при Главном управлении военно-восстановительных работ, доцент ЛИИЖТ. Герой Социалистического Труда.

## Биография
Родился 17 (30) июня 1902 года в деревне Никулинцы.
Окончил курсы монтёров по сборке сельхозмашин при Глазовском уземотделе. В Глазове (Удмуртия) работал до конца 1920 года. Прошёл военные сборы в городе Орлове Вятского края (ныне Кировская область), после чего был направлен на рабфак Уральского университета. Позднее продолжал образование в Ленинградском институте инженеров путей сообщения.
После окончания института А. И. Алыпов по распределению работал в Ленинградской проектной конторе под руководством крупного специалиста-мостостроителя, профессора Г. П. Передерия. Поступил в аспирантуру, но прервал занятия и занялся практической деятельностью. На Донецком и Днепропетровском заводах он осваивал технологические процессы, участвовал в монтаже пролетных строений моста через реку Западная Двина, а позднее через реку Обь у Новосибирска. Алыпов стал автором проектов мостов через реку Ольшанка Рязано-Уральской железной дороги, реку Юрюзань Южно-Уральской железной дороги, через Амур — у Комсомольска-на-Амуре.
В 1932 году для продолжения учебы вернулся в Ленинград. Занятия в аспирантуре совмещал с работой в Ленотделе Госпроекттранса, где возглавил отделение металлического мостостроения; позже стал руководителем сектора искусственных сооружений. После окончания аспирантуры он проектировал объекты для вторых путей Уссурийской и Забайкальской железных дорог. Вернувшись с Дальнего Востока, по заданию Союзтранспроекта проектировал искусственные сооружения вторых путей линии «Валуйки—Балашов—Пенза».
Летом 1940 года по приказу наркома А. И. Алыпов был командирован на Северо-Печорскую железную дорогу. С 1941 года был старшим инженером аппарата Уполномоченного НКПС; по заданию военного командования восстанавливал железнодорожные сооружения на участке «Тихвин—Волховский». В мае 1942 года был назначен главным инженером Военвосттранспроекта при Главном управлении военно-восстановительных работ.
Погиб 2 сентября 1942 года во время бомбёжки восстанавливаемого моста. Посмертно был награждён орденом Ленина.

## Награды
- Указом Президиума Верховного Совета СССР от 5 ноября 1943 года Алыпову Алексею Ивановичу посмертно присвоено звание Героя Социалистического Труда (за умелую организацию восстановления мостов в прифронтовых районах под Ленинградом)[4].
- Награждён орденом Ленина (1943).

## Комментарии
1. ↑  Деревня Никулинцы[1] в последующем входила состав Лево-Никулинского сельсовета Богородского района Кировской области[2]; ныне — урочище[3] в том же районе.